# Torre nolare

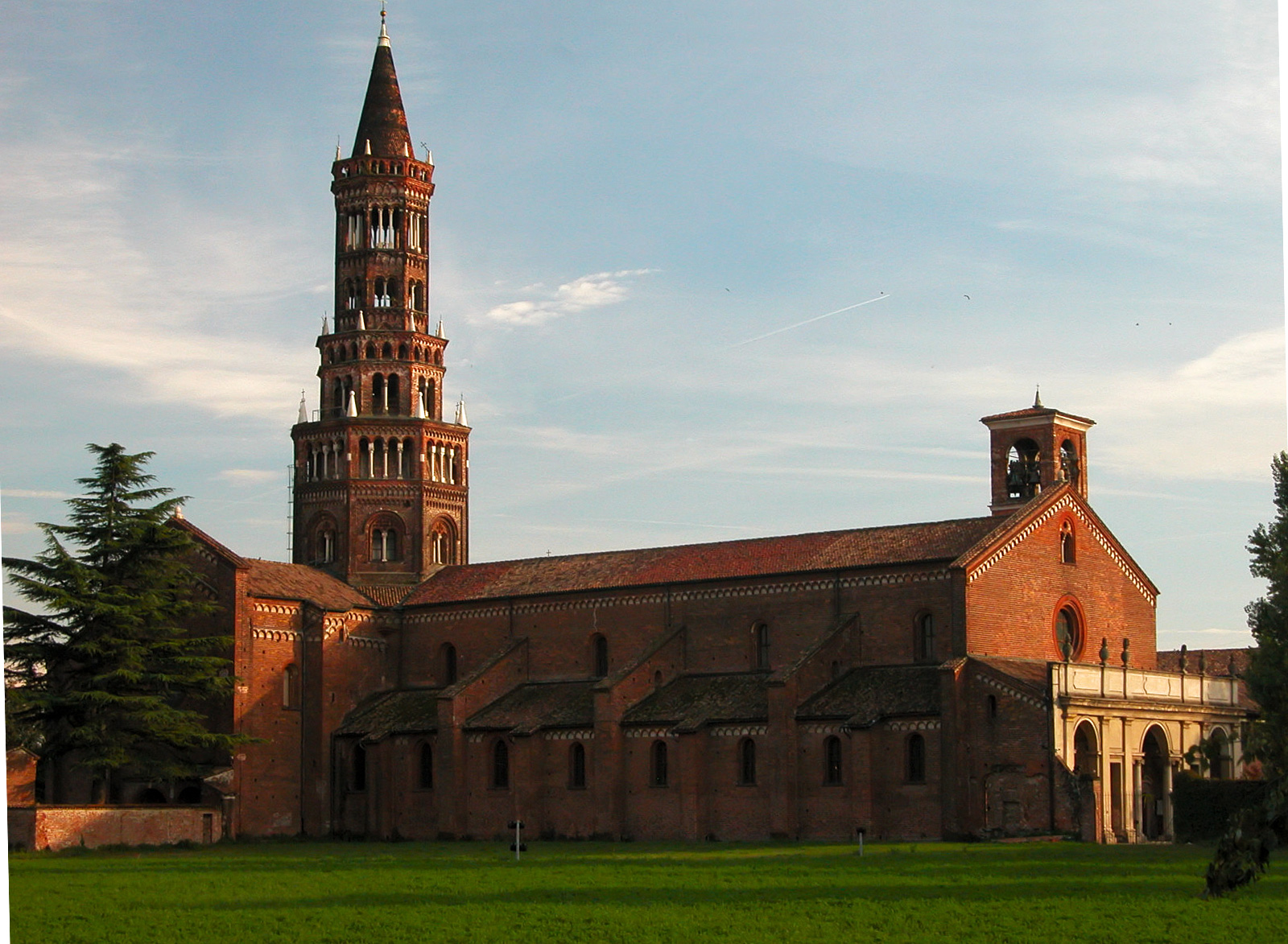
La Ciribiricciaccola dell'Abbazia di Chiaravalle

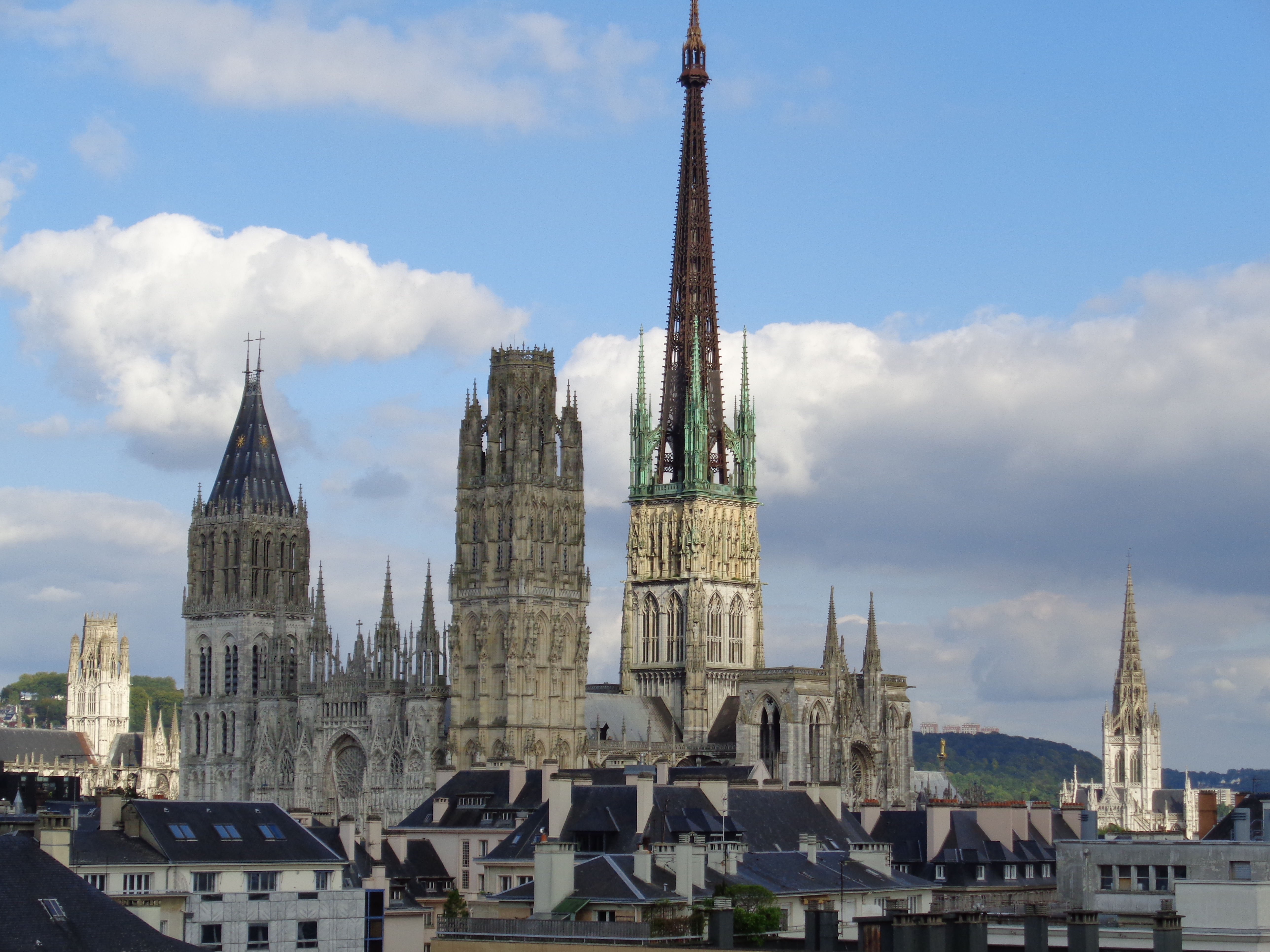
La Cattedrale di Rouen

La torre nolare (dal latino medioevale nolarium, derivazione da nola, che significa campana) all'origine era una torre che ospitava delle campane, un campanile.
Con l'architettura gotica, e in particolare quella normanna, ma anche quella cistercense, prende un significato diverso, a designare una torre che si erge dalla crociera di una chiesa.

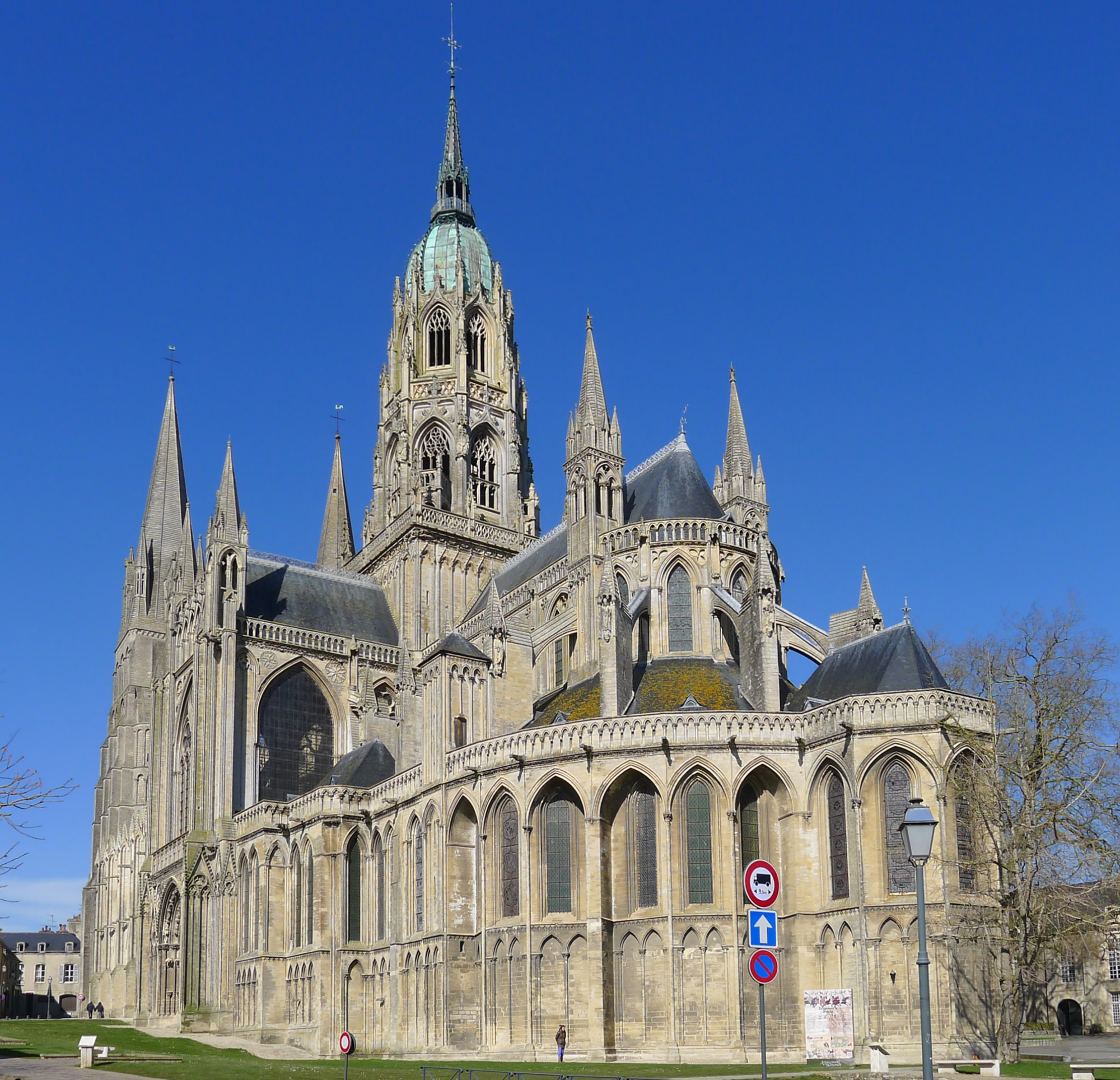
La Cattedrale di Bayeux

Torri di questo tipo possono accogliere al loro interno una cupola o una volta, come nella Cattedrale di Rouen. Ancora possono erigersi al di sopra di un tiburio, come nell'Abbazia di Chiaravalle, o presentarsi coronate da una cupola, come nella Cattedrale di Bayeux.